# Leopold Salvator van Oostenrijk

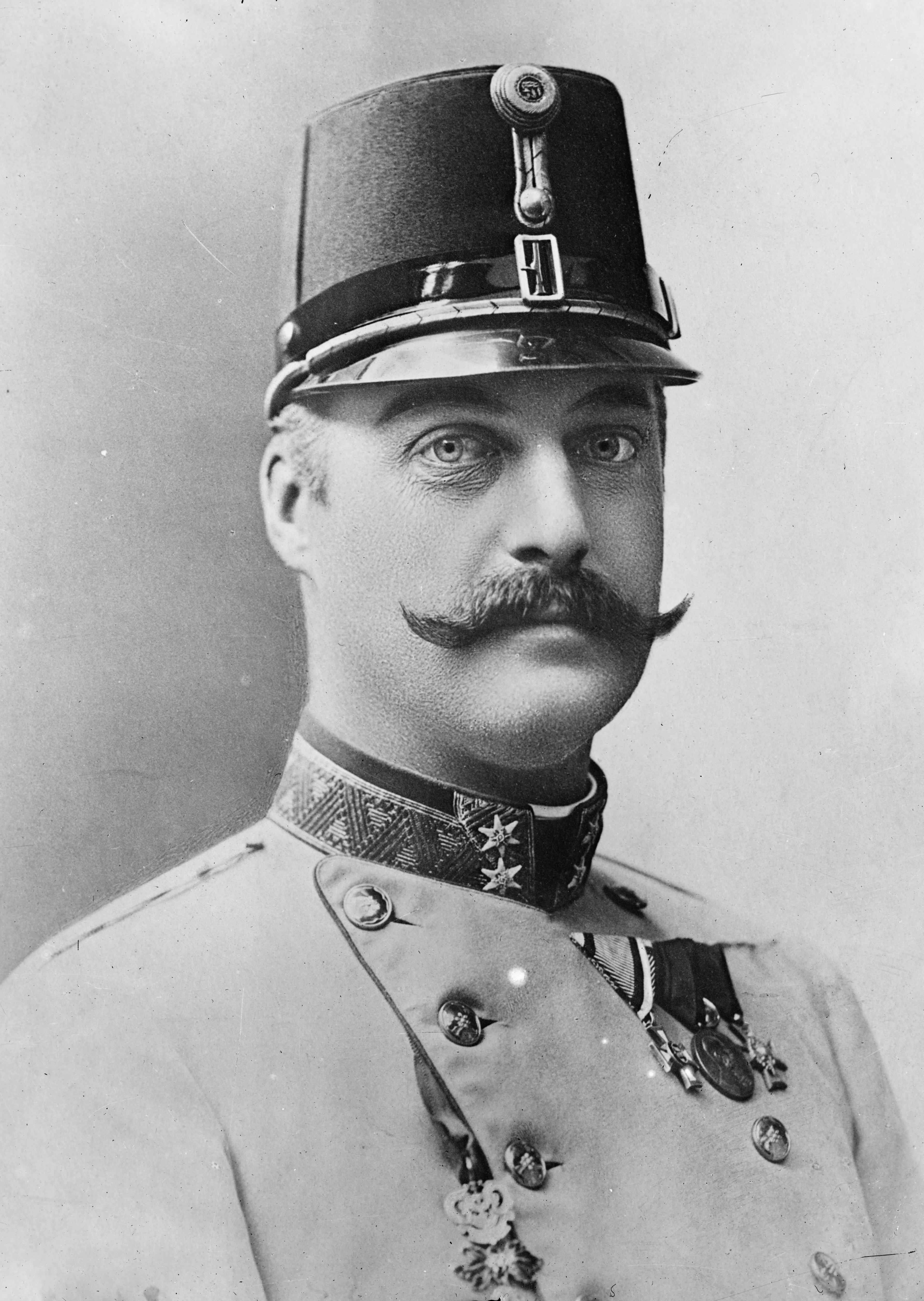
Leopold Salvator van Oostenrijk

Leopold Salvator Maria Josef Ferdinand Fransiscus van Assisi Karel Antonius van Padua Johannes de Doper Januarius Aloys Gonzaga Reinier Wenzel Galius van Oostenrijk (Bunzlau, 15 oktober 1863 - Wenen, 4 september 1931, was een aartshertog van Oostenrijk en een prins van Toscane, uit het huis Habsburg-Lotharingen. 
Hij was het tweede kind, en de oudste zoon van Karel Salvator van Oostenrijk en Maria Immaculata van Bourbon-Sicilië. 
Hij trad op 24 oktober 1889 in het huwelijk met Blanca van Castilië van Bourbon. Het paar kreeg tien kinderen:
- Maria Dolores (1891-1974)
- Maria Immaculata (1892-1971)
- Margrita (1894-1986)
- Reinier (1895-1930)
- Leopold (1897-1957)
- Maria Antonia (1899-1977)
- Anton (1901-1987)
- Assunta Alice (1902-1993)
- Frans Jozef (1905-1975)
- Karel Pius (1909-1953), de latere Carlistische troonpretendent.